# Robert Isaac Bargues
Robert Isaac Bargues, né le 21 octobre 1900 à Bordeaux, mort le 28 janvier 1989 à Cannes, est un administrateur colonial français haut commissaire de la république Française à Madagascar du 3 février 1950 à octobre 1954.